# Remus Faur
Pour les articles homonymes, voir Faur.
Remus Faur est un biathlète roumain, né le 6 juin 1989 à Bucarest. 

## Biographie
Remus Faur est actif dans la Coupe d'Europe junior à partir de la saison 2006-2007.
Il fait ses débuts en Coupe du monde en janvier 2011 à Ruhpolding, juste avant de prendre part à ses premiers championnats du monde à Khanty-Mansiïsk.
Il obtient son meilleur résultat lors du sprint des Championnats du monde d'Hochfilzen en 2017, avec une 23e place, qui lui garantit ses premiers points pour la Coupe du monde. Il remporte le titre national de l'individuel en décembre 2017.
Aux Jeux olympiques d'hiver de 2018, il est 68e du sprint, 74e de l'individuel et 14e du relais. Il n'est plus actif au internationale après la saison 2017-2018.

## Palmarès

### Jeux olympiques d'hiver
| Épreuve / Édition                | Individuel | Sprint | Poursuite | Mass start | Relais | Relais mixte |
| Jeux olympiques 2018 Pyeongchang | 74e        | 68e    | -         | -          | 14e    | -            |

Légende :
- - : Non disputée par Faur

### Championnats du monde
| Épreuve / Édition             | Individuel | Sprint | Poursuite | Mass start | Relais | Relais mixte |
| Mondiaux 2011 Khanty-Mansiïsk | 96e        | 115e   | —         | —          | —      | 22e          |
| Mondiaux 2013 Nové Město      | 90e        | 75e    | —         | —          | 18e    | —            |
| Mondiaux 2015 Kontiolahti     | 72e        | 94e    | —         | —          | 22e    | —            |
| Mondiaux 2016 Holmenkollen    | —          | 81e    | —         | —          | 18e    | —            |
| Mondiaux 2017 Hochfilzen      | 78e        | 23e    | 42e       | —          | 17e    | 20e          |

Légende :
- — : non disputée par Faur

### Coupe du monde
- Meilleur classement général : 78e en 2017.
- Meilleur résultat individuel : 23e.

#### Classements en Coupe du monde
| Année     | Classement général final | Sprint | Poursuite | Individuel | Mass start |
| 2016-2017 | 78e                      | 67e    | -         | -          | -          |